# Polia
Polia est une commune de la province de Vibo Valentia dans la région Calabre en Italie.

## Administration
| Période                                  | Période  | Identité       | Étiquette     | Qualité |
| ---------------------------------------- | -------- | -------------- | ------------- | ------- |
| 15 juin 2004                             | En cours | Giuseppe Malta | Centro-Destra |         |
| Les données manquantes sont à compléter. |          |                |               |         |

### Hameaux
Cellìa, Minniti, Poliolo, Tre Croci, Lia

### Communes limitrophes
Cenadi, Cortale, Filadelfia, Francavilla Angitola, Jacurso, Maierato, Monterosso Calabro, San Vito sullo Ionio